# Seitai
Seitai (jap. 整体 ‚geordneter Körper‘) bezeichnet eine japanische Gesundheitspraxis mit mehreren Ursprüngen, die von Haruchika Noguchi (1911–1976) Mitte des 20. Jahrhunderts formalisiert wurde. Der Begriff bedeutet „richtig positionierter Körper“.

## Geschichte
Der Begriff "Seitai" stammt aus der klassischen chinesischen Medizin und ist seit Jahrhunderten bekannt. Zu Beginn des 20. Jahrhunderts wurde dieses Wort populär, jedoch mit unterschiedlichen Ideogrammen. Die moderne Schreibweise lautet 整体, "den Körper in die bestmögliche Reihenfolge bringen", ein Begriff, den Noguchi 1943 veröffentlichte. Dieses Schreiben des Wortes Seitai wurde zur Norm, es ist als "Noguchi Seitai" bekannt. 
Der "Noguchi Seitai" wurde von Haruchika Noguchi nach der Arbeit einer Gruppe bedeutender Praktiker der traditionellen Medizin entworfen, die sich während des Zweiten Weltkriegs getroffen haben. Zu den mehr als 20 medizinischen Experten gehörten 
- der berühmte Meister Gosaku Nonaka, der Hautkrankheiten schnell heilen konnte.
- Meister Uzo Nagamatsu, der den "Nagamatsu-Punkt" entdeckte, auch "Entgiftungspunkt" genannt (5. Punkt des Bauches).
- Meister Seiji Miyamawari, von dem bekannt ist, dass er Krankheiten anhand der einzigen Indikationen diagnostiziert, die das Steißbein bei Berührung gibt.
- Meister Kazumichi Shibata, Gründer von Sokushindo, Spezialist für Fuß und Hand.
- Meister Shinichi Yamada verteidigte das Puraana Sōhō [Prāṇa Sōhō], das Modell des Yukihō.

Meister Noguchi nutzte seine Sensibilität, um unter den Techniken zu wählen, die diese engagierten Lehrer frei teilten. Er erneuerte sie basierend auf beobachtbaren Effekten und wandte sie dann auf die Schaffung von Seitai Sōhō an.

## Prinzip
Der Seitai basiert auf dem Postulat von Haruchika Noguchi, dass der Körper eine natürliche Fähigkeit besitzt, sich wieder ins Gleichgewicht zu bringen, um seine ordnungsgemäße Funktion sicherzustellen. Umgekehrt würde der Körper diese Fähigkeit verlieren, sich wieder ins Gleichgewicht zu bringen, wenn er missbraucht, desensibilisiert oder lustlos wird. Das Ziel von Seitai ist es, diese Empfindlichkeit und diese Selbstregulierungskapazitäten wiederherzustellen.
Laut Haruchika Noguchi schwächt sich der Körper, indem er versucht, das Leben zu erleichtern oder Schutz zu suchen, um gesund zu bleiben.

## Methoden und Praktiken

### Seitai Sōhō
Die Seitai Sōhō (整体 操法) (Seitai-Technik) ist eine Intervention, die darauf abzielt, dem Körper eines Individuums zu helfen, seine eigene Vitalität wiederzugewinnen und sich so wieder ins Gleichgewicht zu bringen. Diese Intervention muss spezifisch und individuell angepasst sein, und nur Experten, die am Seitai Kyōkai-Institut in Tokio ausgebildet wurden, können sie anwenden. Je nach Situation können sie auch spezielle Körperübungen (体操 Taisō) anbieten, um die natürlichen Reaktionen des Körpers zu stimulieren. Diese Taisō können von der Person selbst und in einigen Fällen mit Hilfe eines Partners durchgeführt werden. 

### Katsugen Undō
Die Katsugen Undō (活 元 運動) (Regenerative Bewegung) wird von Haruchika Noguchi als Übung im extrapyramidalen Motorsystem beschrieben. (So nennt er die Nervenkreisläufe, die für unwillkürliche motorische Fähigkeiten wie Reflexe und Haltungskontrolle verantwortlich sind).
Yuusuke Noguchi, Sohn von Haruchika Noguchi und technischer Leiter des Seitai-Instituts, beschrieb es als "eine Art Sportunterricht mit unfreiwilliger Bewegung". 
"Es gibt zwei Formen der regenerativen Bewegung, von denen eine bei allen Menschen in Form natürlicher Reaktionen des Körpers vorliegt, wie z. B. Gähnen, Niesen, Unruhe im Schlaf usw. und die andere, deren Formel vor einem halben Jahrhundert von Meister Haruchika Noguchi entwickelt wurde."
Haruchika Noguchi entwickelte daher eine Methode zum Üben von Gymnastik, die für die Ausübung dieses unfreiwilligen Systems verantwortlich ist. Diese Praxis entspricht voll und ganz seiner Auffassung von Seitai, da sie es dem Körper ermöglichen sollte, sich selbst wieder ins Gleichgewicht zu bringen. Die Übungen dieser Praxis zielen dann darauf ab, den Körper in einen Zustand der Empfänglichkeit für seine eigenen Bedürfnisse zu versetzen: "Wir führen die regenerative Bewegung nicht aus. Er ist es, der ausgelöst wird und auf die Bedürfnisse des Körpers reagiert."

### Gyoki
Beim Gyoki wird durch richtige Atmung und Körperhaltung der Fluss der Energie durch den Körper aktiviert.

### Yuki
Bei Yuki (jap. "glückliche Urenergie") werden absichtslos Hände auf den Körper aufgelegt. In die Hände wird Energie gelenkt und von dort Qi in den Körper gebracht.

### Taiso
Taiso bezeichnet eine Reihe von natürlichen Übungen zur Wiederherstellung des Gleichgewichts. 

### Taiheki
Taiheki bezeichnet das Studium der strukturellen Körpertypen und der damit verbundenen unwillkürlichen Gewohnheiten und Verhaltenstendenzen eines Menschen. Daraus entwickelte sich das Konzept der zwölf Körpertypen.

## Der Seitai im Westen
Das Katsugen undō wurde in den 1970er Jahren von Itsuo Tsuda in Europa eingeführt. Dies war der Ursprung vieler Gruppen der Regenerationsbewegung (Katsugen Kai) in Asien (Tokio, Seoul, Busan) und in Europa (Paris, Genf, Madrid, Brüssel, Ibiza, Rom, Mailand, London). 
In den USA gründete Mallory Fromm, Professor für Vergleichende Kulturen an der Meiji-Universität in Tokio und zwanzig Jahre lang an der Noguchi Seitai ausgebildet, SIKE („Spinal Integration Ki Energy“), einen Ansatz, der Seitai mit einer westlichen Technik namens „Physio“ verbindet.